# Fuchseiche

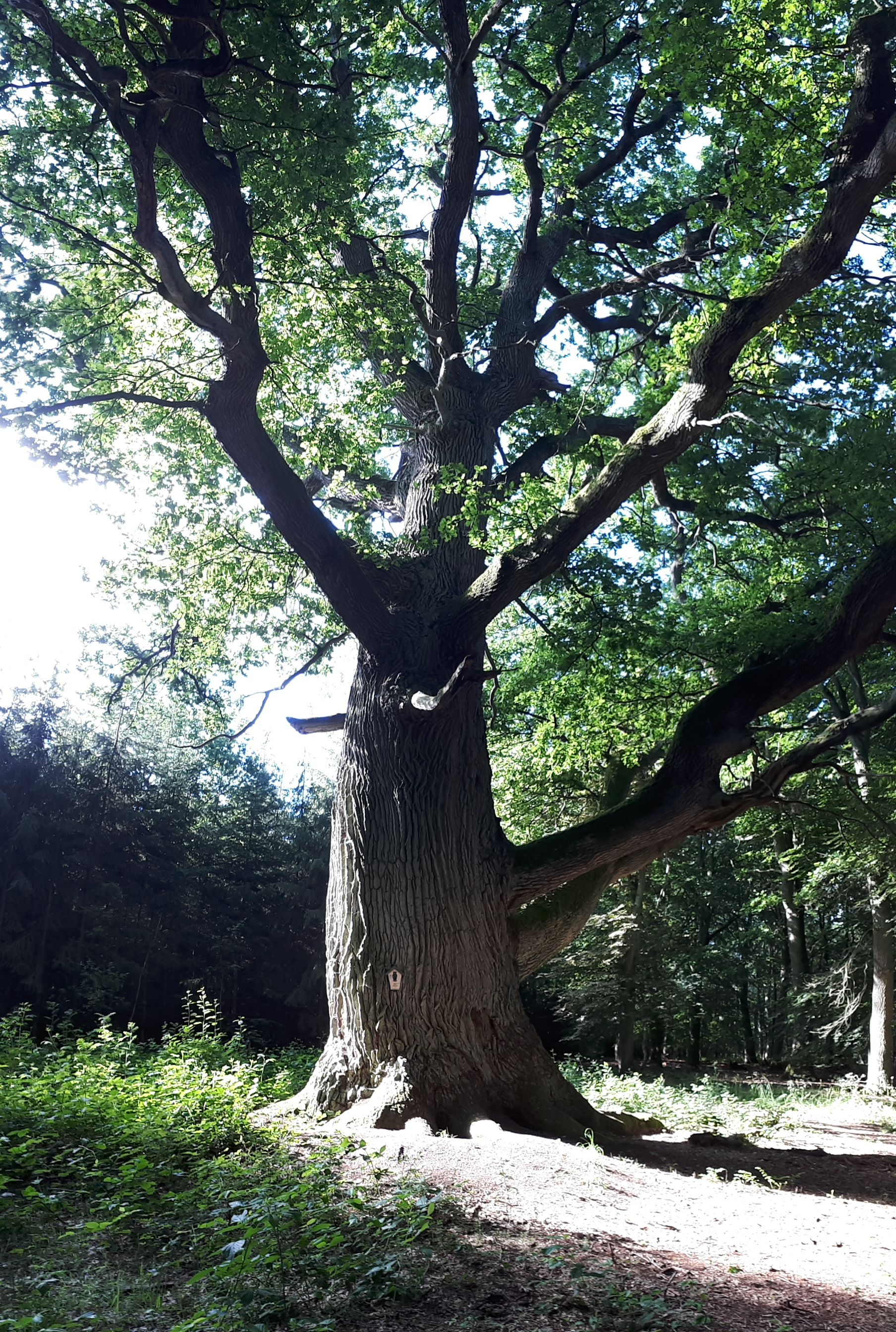

Die Fuchseiche, im örtlichen Dialekt Vosseik, ist eine 8,33 Meter dicke, 25 Meter hohe und ca. 350–425 Jahre alte Stieleiche in Groß Gievitz, einem Ortsteil der Gemeinde Peenehagen im Landkreis Mecklenburgische Seenplatte in Mecklenburg-Vorpommern (Deutschland). 
Der Baum steht auf einer Waldlichtung im Bruchwäldchen östlich der alten Ziegelei. Im sumpfigen Wäldchen, in dem viele Teiche und Tümpel anstehen und das jedes Frühjahr überschwemmt wird, steht die Fuchseiche etwas höher.

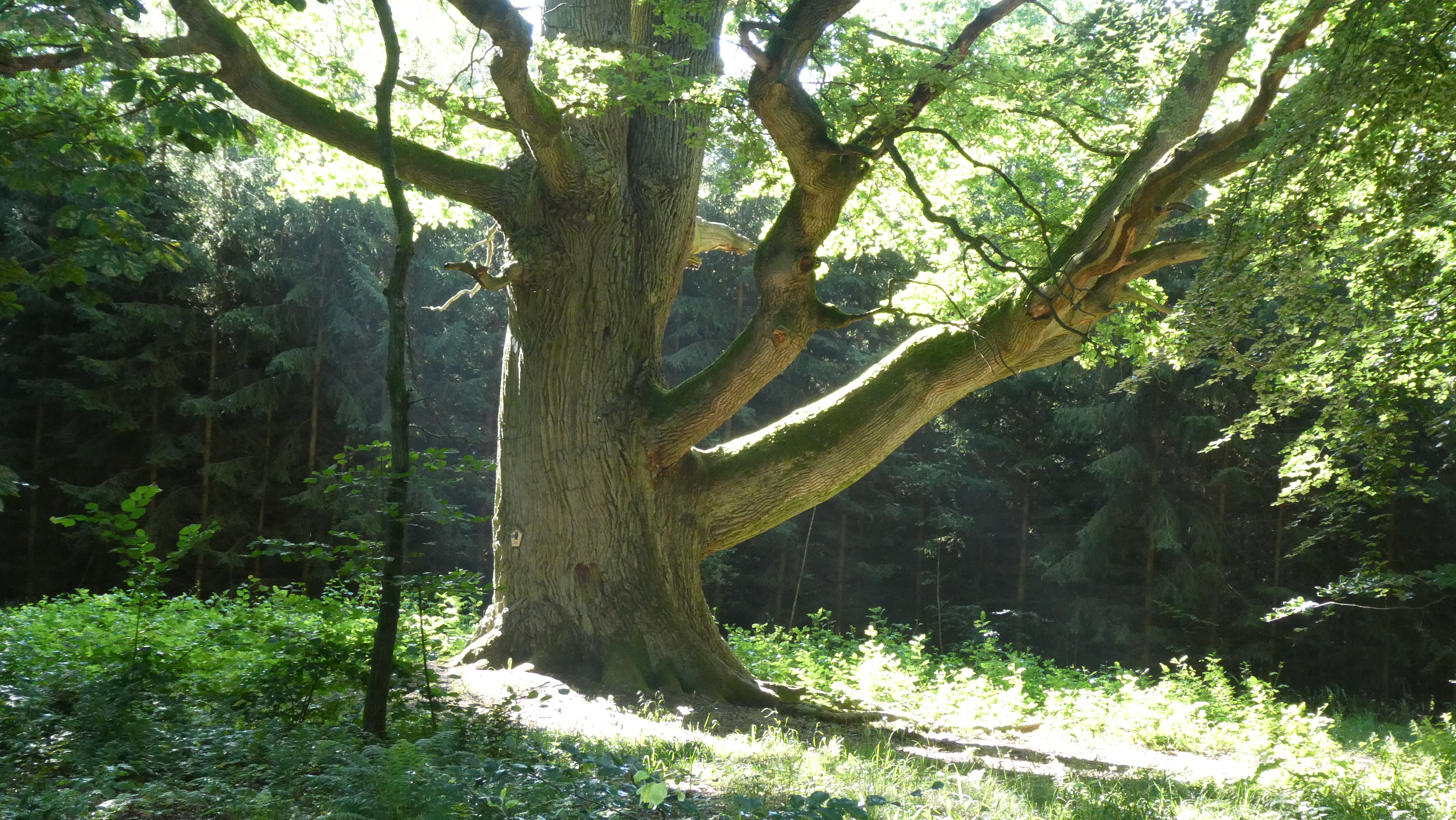
Detail Blick von Norden
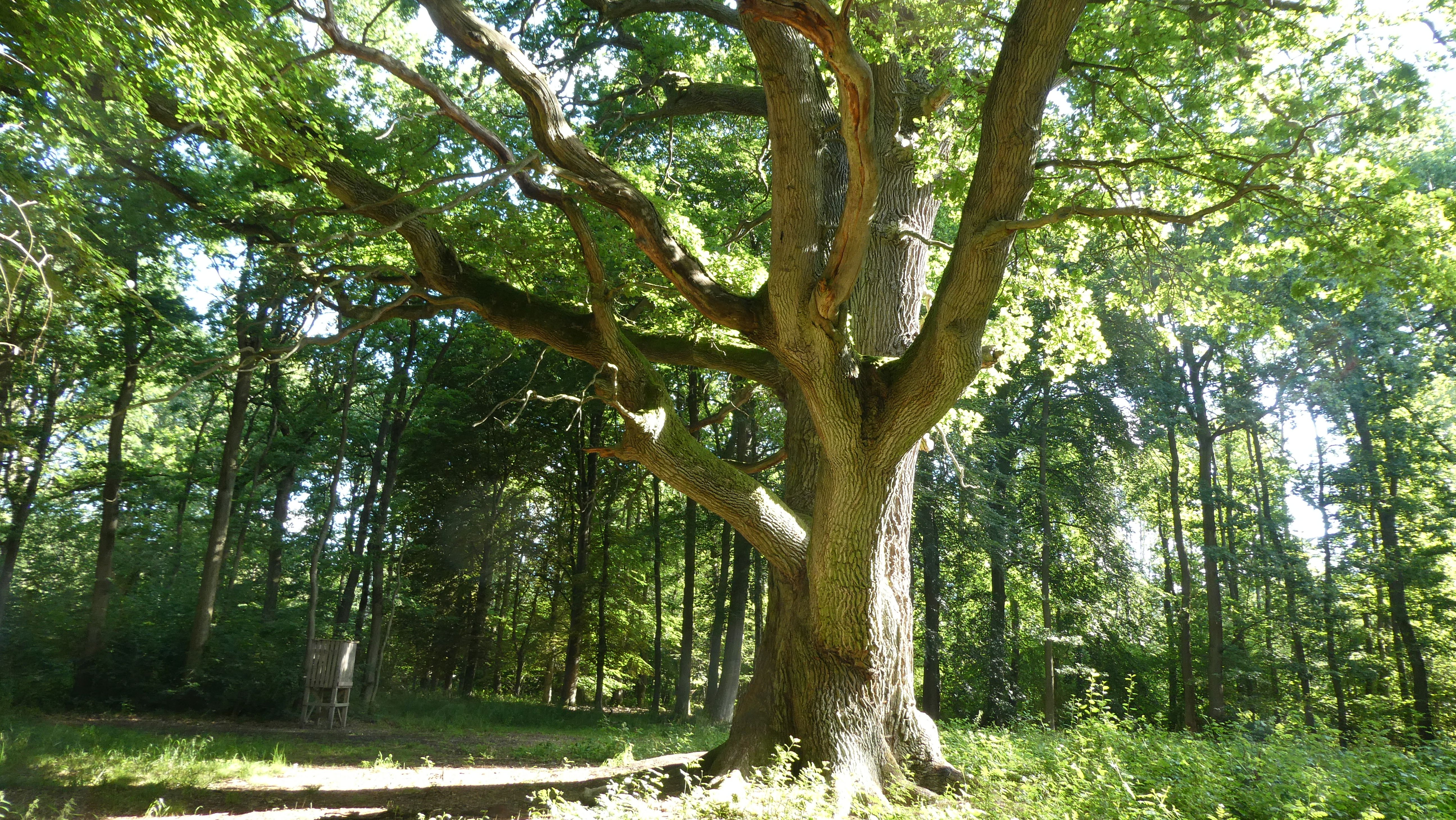
Detail Blick von Westen
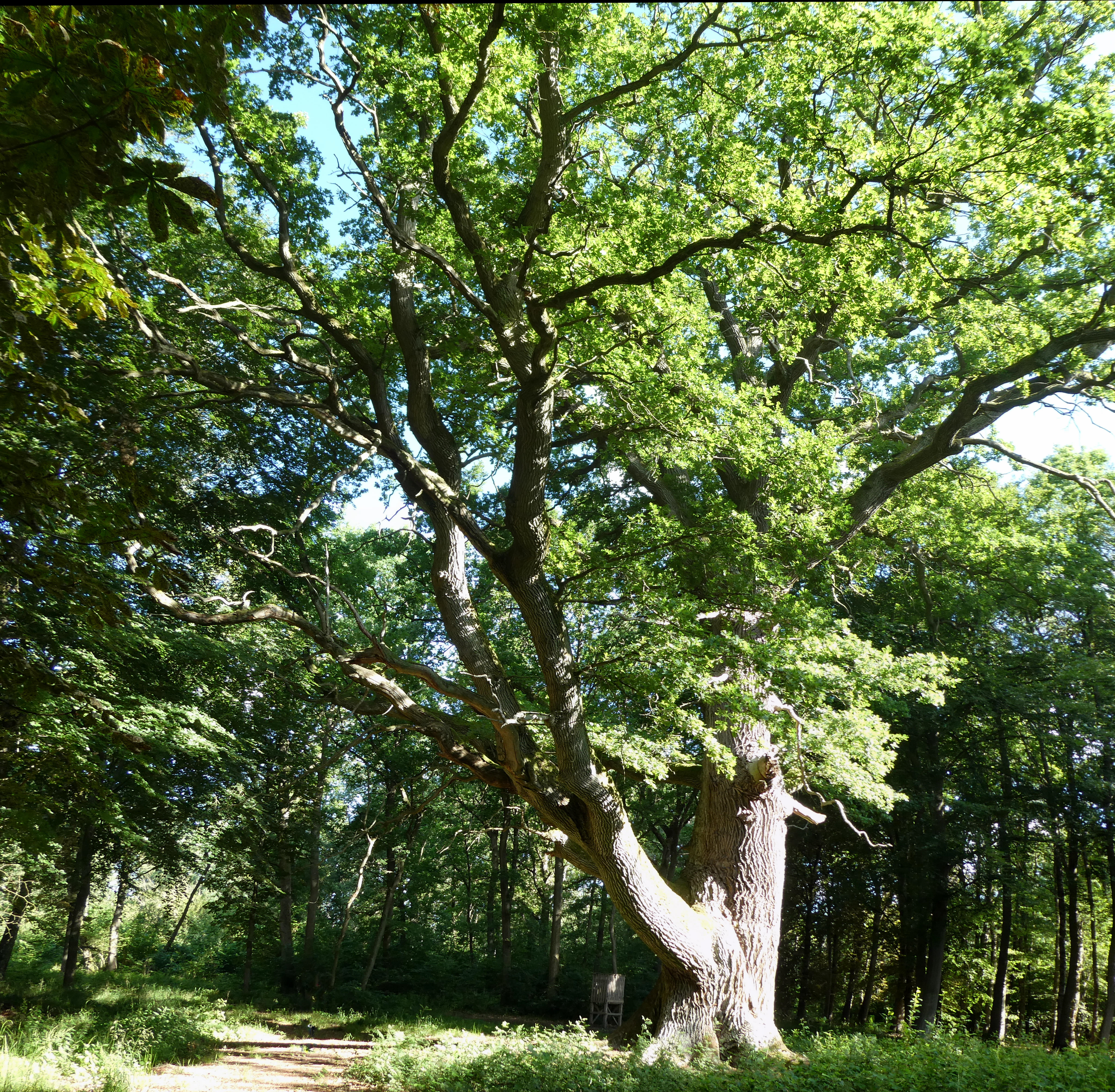
Blick von Süden
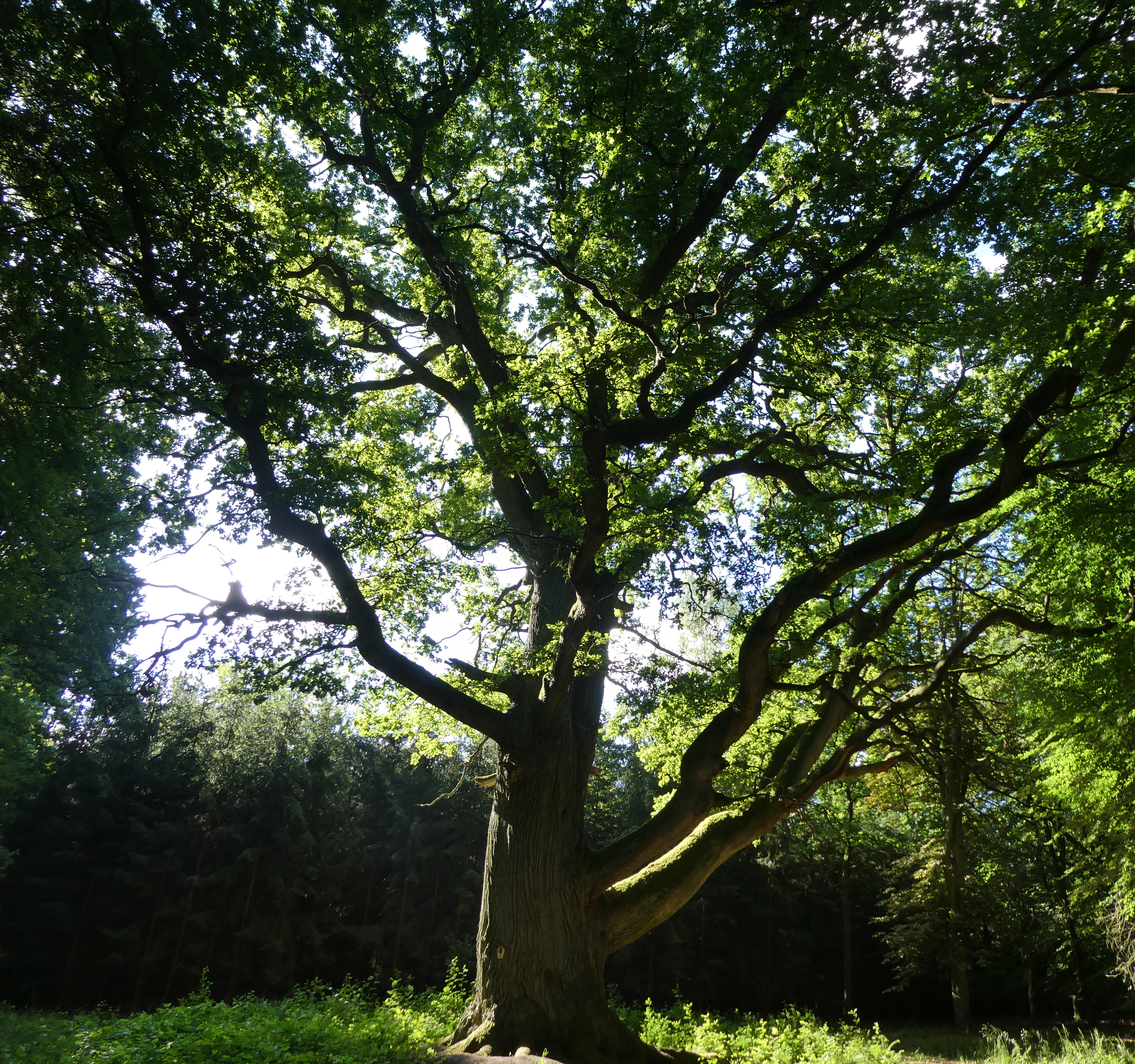
Blick von Norden
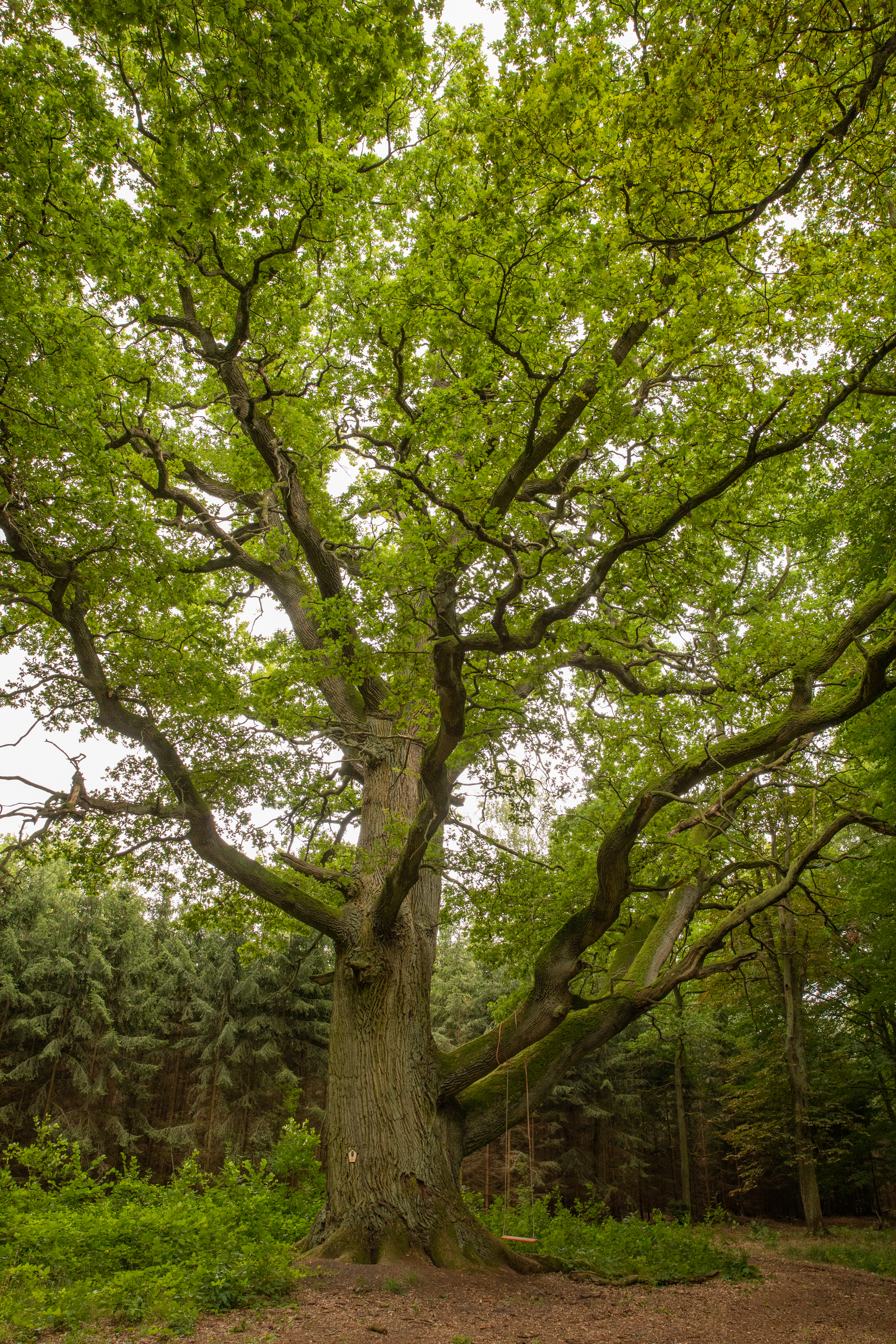
August 2021
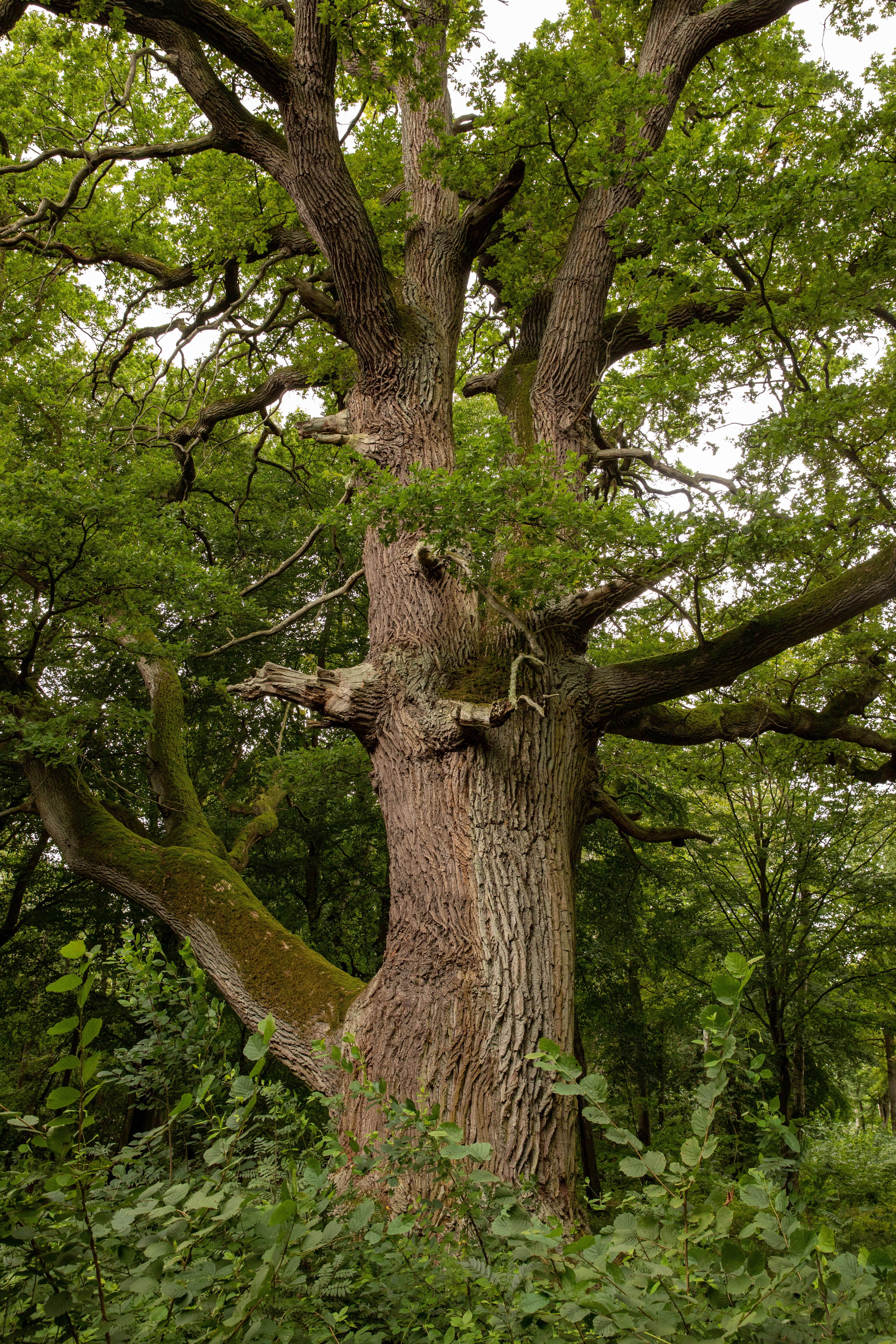
August 2021